# Tashkent Open 1999
Il Tashkent Open 1999  è stato un torneo di tennis giocato sul cemento. È stata la 3ª edizione del Tashkent Open, che fa parte della categoria International Series nell'ambito dell'ATP Tour 1999 e della Tier IV nell'ambito del WTA Tour 1999. Il torneo si è giocato a Tashkent in Uzbekistan, dal 13 al 19 settembre 1999.

## Campioni

### Singolare maschile
Nicolas Kiefer ha battuto in finale  George Bastl con il punteggio di 6–4, 6–2

### Doppio maschile
Oleg Ogorodov /  Marc Rosset hanno battuto in finale  Mark Keil /  Lorenzo Manta con il punteggio di 7–6(4) 7–6(1)

### Singolare femminile
Anna Smashnova ha battuto in finale  Laurence Courtois con il punteggio di 6–3, 6–3

### Doppio femminile
Evgenija Kulikovskaja /  Patricia Wartusch hanno battuto in finale  Eva Bes /  Gisela Riera con il punteggio di 7–6, 6–0